# 小田原テレビ中継局
小田原テレビ中継局（おだわらテレビちゅうけいきょく）は、神奈川県足柄下郡真鶴町にある共建のテレビ中継局。
在京テレビ各局、および神奈川県域局であるテレビ神奈川（tvk）の中継施設が運営されている。
なお、本項では2012年11月15日に開局した「モバキャス」の中継局についても、併せて記述する。

## 中継局概要

### デジタルテレビ放送
| リモコン キーID | 放送局名             | 物理チャンネル | 物理チャンネル | 空中線 電力 | ERP  | 放送対象地域 | 放送区域 内世帯数 | 偏波面   |
| リモコン キーID | 放送局名             | リパック前     | リパック後     | 空中線 電力 | ERP  | 放送対象地域 | 放送区域 内世帯数 | 偏波面   |
| --------------- | -------------------- | -------------- | -------------- | ----------- | ---- | ------------ | ----------------- | -------- |
| 1               | NHK東京 総合         | 19（変更無し） | 19（変更無し） | 10W         | 120W | 関東広域圏   | 8万9702世帯       | 水平偏波 |
| 2               | NHK東京 教育         | 26             | 34             | 10W         | 120W | 全国放送     | 8万9702世帯       | 水平偏波 |
| 3               | tvk テレビ神奈川     | 18             | 31             | 10W         | 120W | 神奈川県     | 8万9702世帯       | 水平偏波 |
| 4               | NTV 日本テレビ放送網 | 25             | 52             | 10W         | 120W | 関東広域圏   | 8万7864世帯       | 水平偏波 |
| 5               | EX テレビ朝日        | 24             | 47             | 10W         | 120W | 関東広域圏   | 8万7864世帯       | 水平偏波 |
| 6               | TBSテレビ            | 22             | 36             | 10W         | 120W | 関東広域圏   | 8万7864世帯       | 水平偏波 |
| 7               | TX テレビ東京        | 23             | 49             | 10W         | 120W | 関東広域圏   | 8万7864世帯       | 水平偏波 |
| 8               | CX フジテレビジョン  | 21             | 38             | 10W         | 120W | 関東広域圏   | 8万7864世帯       | 水平偏波 |

- 2007年3月1日に放送開始。
- 緑数字チャンネルは、2012年2月28日に変更されたチャンネル[3][4][5]。

### マルチメディア放送（廃止）
| 周波数 （MHz） | 放送局名        | 空中線 電力 | ERP   | 放送区域                         | 放送区域 内世帯数 |
| -------------- | --------------- | ----------- | ----- | -------------------------------- | ----------------- |
| 214.714286     | Jモバ 小田原MMH | 2.5kW       | 4.2kW | 神奈川県および静岡県の各一部地域 | 41万9889世帯      |

- 2012年5月11日に予備免許[6]交付、9月10日から試験放送開始[7]、11月14日に本免許を交付、11月15日に本放送を開始。

### アナログテレビ放送（2011年7月24日で放送終了）
| チャンネル | 放送局名             | 空中線 電力       | ERP                 | 放送対象地域 | 放送区域 内世帯数 | 偏波面   |
| ---------- | -------------------- | ----------------- | ------------------- | ------------ | ----------------- | -------- |
| 46         | tvk テレビ神奈川     | 映像100W/ 音声25W | 映像1.3kW/ 音声320W | 神奈川県     | 不明              | 水平偏波 |
| 50         | NHK東京 教育         | 映像100W/ 音声25W | 映像1.3kW/ 音声320W | 全国放送     | 不明              | 水平偏波 |
| 52         | NHK東京 総合         | 映像100W/ 音声25W | 映像1.3kW/ 音声320W | 関東広域圏   | 不明              | 水平偏波 |
| 54         | NTV 日本テレビ放送網 | 映像100W/ 音声25W | 映像1.4kW/ 音声350W | 関東広域圏   | 7万1259世帯       | 水平偏波 |
| 56         | TBSテレビ            | 映像100W/ 音声25W | 映像1.4kW/ 音声350W | 関東広域圏   | 7万1259世帯       | 水平偏波 |
| 58         | CX フジテレビジョン  | 映像100W/ 音声25W | 映像1.4kW/ 音声350W | 関東広域圏   | 7万1259世帯       | 水平偏波 |
| 60         | EX テレビ朝日        | 映像100W/ 音声25W | 映像1.4kW/ 音声350W | 関東広域圏   | 7万1259世帯       | 水平偏波 |
| 62         | TX テレビ東京        | 映像100W/ 音声25W | 映像1.4kW/ 音声350W | 関東広域圏   | 7万1259世帯       | 水平偏波 |

- 2011年7月24日をもって全局一斉に放送終了し、デジタルテレビ放送に完全移行された。

## 放送エリア・その他
- 放送エリアは、足柄下郡真鶴町の全域及び小田原市・中郡大磯町・中郡二宮町・足柄下郡湯河原町・足柄上郡大井町・足柄上郡松田町・静岡県熱海市の各一部[要文献特定詳細情報]。
- 先に、NHKが1964年（昭和39年）に中継局を開設し、8月22日に開局（小田原テレビジョン中継放送局）[9]。
- その後、tvkがNHKと共同で中継局を開設し（小田原テレビ中継放送所）、続いて、同年9月19日に在京民放キー各局が同一敷地内に共同で中継局を併設した（小田原テレビ中継放送局）[要文献特定詳細情報]。
- アナログ放送については独自回線に依らず、NHKと在京民放局は東京タワー（芝放送所）からの放送波を受信し、再送信する形を採っている。またtvkは鶴見送信所の放送波を再送信している[要文献特定詳細情報]。
- デジタル放送については全局専用のマイクロ回線（TTL回線）による伝送によっており、東京スカイツリー及び鶴見送信所からの回線を平塚中継局にて一旦取りまとめた後、小田原局向けに分岐されている[要文献特定詳細情報]。
- 放送エリアに含まれている中郡内や市南東部などでは、この平塚局波の直接受信も可能[要文献特定詳細情報]。
- 小田原アナログ局のtvk（H46ch）は、アナログ放送終了まで、主に市東部で千葉テレビ船橋本局（H46ch）と激しい同一周波数混信を起していた[要文献特定詳細情報]。
- 小田原市・二宮町の一部地域で平塚局や東京タワーとのデジタル混信が発生しているため、NHK総合以外の放送局は送信チャンネルの変更が行われた[10]。

## 置局住所
- 足柄下郡真鶴町真鶴字山下1200番地（真鶴半島中央）[要文献特定詳細情報]